# Meden Buk, Haskovo
Meden Buk (în bulgară Меден Бук) este un sat în comuna Ivailovgrad, regiunea Haskovo,  Bulgaria. 

## Demografie
Componența etnică a satului Meden Buk
     Bulgari (27,9%)
     Turci (6,97%)
     Nicio identificare (65,11%)
     Altele (0%)
La recensământul din 2011, populația satului Meden Buk era de 43 locuitori. Nu există o etnie majoritară, locuitorii fiind bulgari (27,9%) și turci (6,97%). Pentru 65,11% din locuitori nu este cunoscută apartenența etnică.